# Alulim
Alulim je bil prvi kralj Eriduja in prvi kralj Sumerije, ki je vladal pred vesoljnim potopom. Mitska pripoved pravi, da je eridujski bog Enki med njegovo vladavino ali malo pred njo v Sumerijo prinesel civilizacijo.
Seznam sumerskih kraljev o njem pravi:
Ko se je kraljestvo preneslo z nebes (na zemljo), je nastalo kraljestvo v Eridugu (Eridu). Alulim je postal kralj in vladal 28.800 let.
S primerjavo predpotopnih generacij v babilonskem in svetopisemskem izročilu je profesor William Wolfgang Hallo Alulima povezal z bitjem, pol človekom pol ribo, svetovalcem ali  kulturnim herojem (Apkalu) boga Enlila in predlagal enačenje Alulima in Enoša is Setove rodbine, opisanega v 5. poglavju 1. Mojzesove knjige.  Hallo ugotavlja, da ime Alulim pomeni jelen.
William H. Shea sugerira, da je bil Alulim sodobnik svetopisemskega Adama, ki bi lahko izviral iz Eajevega sina Adape iz antične mezopotamske mitologije.